# Györgyi Balogh
Györgyi Balogh   (Budapest, 1 de maig de 1948) és una atleta hongaresa, especialista en curses de velocitat, que va competir durant les dècades de 1960 i 1970.
El 1968 va prendre part en els Jocs Olímpics d'Estiu de Ciutat de Mèxic, on va disputar tres proves del programa d'atletisme. En les tres, 100 metres, 200 metres i 4x100 metres relleus, quedà eliminada en sèries. Quatre anys més tard, als Jocs de Múnic, fou vuitena en els 400 metres del programa d'atletisme.
En el seu palmarès destaquen una medalla de plata, en els 200 metres, al Campionat d'Europa d'atletisme de 1971. També guanyà dues medalles de plata i una de bronze a les Universíades de 1970. A nivell nacional guanyà els campionats dels 100 metres (1968, 1971 i 1972), 200 metres (1968 a 1972), 400 metres (1971 i 1972), 4x100 metres (1969 a 1972 i 1975), 4x200 metres (1969 a 1971 i 1975), 4x400 metres (1970 a 1972 i 1975) i 80 metres tanques (1968).
Durant la seva carrera esportiva va millorar nombrosos rècords nacionals en els 100, 200, 400, 4x100 i 4x400 metres. Destaca el rècord dels 200 metres, aconseguit el 1971, i que fou vigent fins a 2014.

## Millors marques
- 100 metres. 11.3" (1971)
- 200 metres. 22.8" (1961)
- 400 metres. 51.71" (1972)[1][8]